# 七座山
七座山（ななくらやま）は、秋田県能代市二ツ井町にある7つの山の総称である。きみまち阪（自然公園）の米代川を挟んだ対岸にある。また、七座山の最高峰である権現座を望むように七座神社が鎮座する信仰の山でもある。最高峰の権現座は右の写真でも米代川をはさんでもっとも高く見える山である。権現座と松座には三角点が設置されている。

## 地理・植生
七座山は二ツ井町のほぼ中央部を南北に縦断し、7つの峰を持った連山である。座とは岩石の多い、険しい場所を意味する。七座神社上流で阿仁川が、七座山北方で藤琴川が米代川に合流している。
七座山は東側の稜線に凝灰岩の大岸壁や天然秋田杉の美林を有している。この天然秋田杉の林は久保田藩時代に御直山（おじきやま）として保護され、天然秋田杉を主体として、ブナ、イタヤカエデ、ミズナラ、トチノキ、カツラなどの広葉樹を含む天然林である。この山が御直山とされたのは、川のすぐ上にあることから、緊急な木材の要求があった場合に短時間に木材を運ぶことができる地の利から選ばれたものとされている。
七座山は東西で植生が一変している。西側の稜線には日本海からの涼風の影響でアカミノイヌツゲやウラジオヨウラクなどが育成している。西側斜面は昔は草刈山で、木が一本も生えていなかった。馬に食べさせる草を育てていたが、馬を使わなくなった昭和30年代から木を植えはじめた。東側の混成林は、広葉樹の種類が豊富で、クロビイタヤやエゾヒノキ、アワブキ、キバナハシリドコロ、クルマバツクバネソウなどの生育は珍しく、ブナは標高100m内外から多数分布し、低林帯ブナ林として貴重である。シケチシダは分布の北限とされている。天然杉は平均樹齢200年程度で、広葉樹は80～180年程度の樹齢である。

## 歴史
原生林といっても、1774年と1785年に杉が1200本あまり伐採された記録が残っている。明治時代に入るまでは、神社奉行の保護を受け信仰の対象として伐採が禁止された。明治30年以降は保安林に編入され保護管理が徹底され山火事などの事故もなく現在に至っている。
江戸時代には御直山となり、失火や違法伐採の責任は地元の村の責任とされたので、村では内山守を置いて監視に専念させた。村には木材の払い下げなどの恩恵もあった。
昔から、七座山一帯は修行の場として信仰を集めていた。1764年般若院英泉により七座山は天神7代が鎮座する聖地であると比定された。その後、七座山は紀行文などに数多い絵図や記録が残されている。記録によって、座名が異なっていて次のようになっている。
| 標高（▲は三角点があるピーク）             | 159.1m▲ | 163.6m   | 153.7m       | 158.4m     | 192.4m           | 229.6m   | 287m▲            |
| ----------------------------------------- | ------- | -------- | ------------ | ---------- | ---------------- | -------- | ---------------- |
| 佐竹史料館蔵(制作時期不明) 風景絵巻       | 松倉    | 大倉     | 柴倉         | 三本杉倉   | 正面倉           | エボシ倉 | ゴンゲン倉       |
| 1802年菅江真澄 しげき山本                 | 松倉    | 大倉     | 三本杉倉     | 柴倉       | 箕倉             | 烏帽子倉 | 権現倉（正面）   |
| 1843年千齢盛晃 時雨の日記                 | 松坐    | 三本杉坐 | 大坐         | 柴坐       | 見下ヶ坐         | 烏帽子坐 | 御正面坐         |
| 1867年石井忠行 伊頭園茶話                 | 松坐    | 大坐     | 芝坐         | 三本松ノ坐 | 箕坐（四面の坐） | 烏帽子坐 | 権現坐           |
| 1872年真崎顕                              | 松倉    | 三本杉倉 | 柴倉         | 大倉       | 箕倉             | 烏帽子倉 | 御正面倉         |
| 1881年宮内省 天皇巡幸図                   | 松倉    | 大倉     | 三本杉倉     | 芝倉       | 蓑倉             | ヱホシ倉 | 一ノ倉（権現倉） |
| 1887年七座神社 碑文                       | 大座    | 松座     | 三本杉座     | 柴座       | 箕座             | 烏帽子座 | 正面座           |
| 1926年北秋田郡教育会研究部 北秋田の歴史   | 大座    | 松座     | 三本杉座     | 柴座       | 箕座             | 烏帽子座 | 一の座（権現座） |
| 1955年成田重郎 『二ツ井町及其の附近』     | 大座    | 松座     | 三本杉座     | 柴座       | 箕座             | 烏帽子座 | 正面座（権現座） |
| 1974年七座郷土史編纂委員会 『七座郷土史』 | 松倉    | 大倉     | 柴倉         | 三本杉倉   | 箕倉（正面之倉） | 烏帽子倉 | 権現倉           |
| 1977年二ツ井町史編纂委員会 『二ツ井町史』 | 松倉    | 大倉     | 三本杉倉     | 柴倉       | 箕倉             | 烏帽子倉 | 正面（権現倉）   |
| 1990年二ツ井山の会 登山案内登山手ぬぐい   | 松座    | 大座     | 柴座（芝座） | 三本杉座   | 箕座（蓑座）     | 烏帽子座 | 権現座           |
| 2014年現地掲示板 七座山マップ             | 松倉    | 大倉     | 三本杉倉     | 芝倉       | 蓑倉             | 烏帽子倉 | 権現倉           |

1788年古川古松軒は七座神社を訪れ「七座山はサルがおびただしく住む山で、この日も数十匹サルが出て人々の目を驚かした。恐ろしいものがある様子だった。案内人がこの山には狒々も住んでいると言っていたが、それははっきりとはしていない」と『東遊雑記』に記述している。
1955年10月19日午前10時46分頃、二ツ井町を中心として二ツ井地震(M5.9)が発生する。有感余震が60回以上あり、負傷者4名、建設途中の響村の響橋のトラスが落下するなどの被害が相次いだ。このとき、七座連山の一つの赤座山（権現座から南南東500m、標高245m）の頂上から白煙が勢いよく吹き上げていることが観察され、警察や消防団が動員され警戒に当たった。調査の結果、七座山周辺で地割れや落石は確認できたが、噴火は認められなかった。また、この二ツ井地震の震源地は七座山の南方周辺で震源は浅いものとされ、その地震をひきおこした断層らしきものも発見された。
1977年（昭和52年）6月15日秋田魁新報社の新観光秋田三十景の9位に『原生林の七座山』が選出されている。

## 岩屋と獅子頭

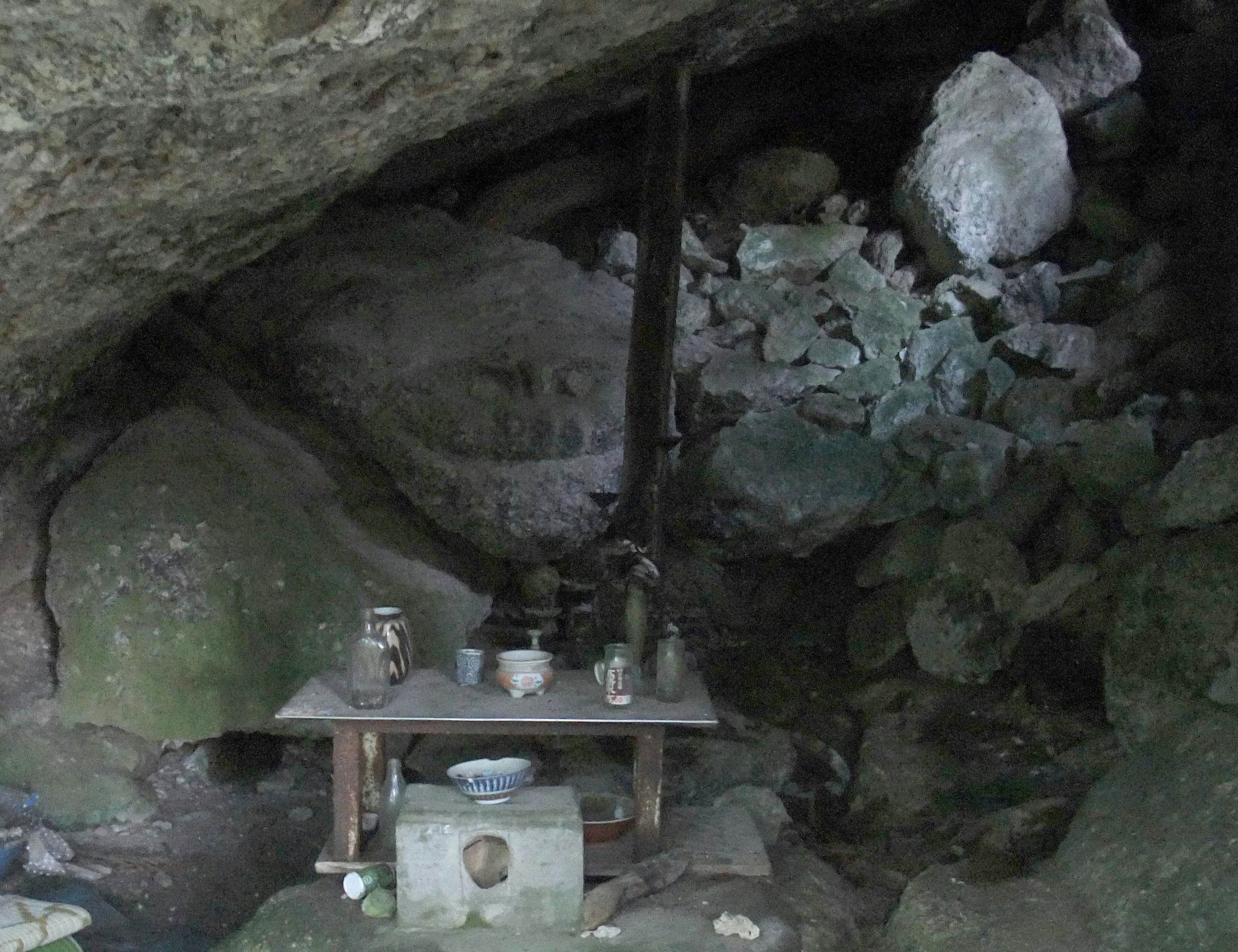
七座山の獅子頭

七座山の権現座の東の斜面には岩屋があり、その内部には円仁（慈覚大師）作と伝承される獅子頭がある。江戸時代にはこの獅子頭を「権現様」といい、庶民の信仰対象になっていた。現在でも脳卒中の神として信仰されている。
この獅子頭は江戸時代の紀行家である菅江真澄により、絵として記録されている。現在の獅子頭は長い年月のうちに風化が進んでいる。菅江真澄の絵図とも大きくかけ離れており、特に右目が削られているという。権現の岩屋の中には火を焚いた跡がある。
また、この近くには「井戸ッコ」という小さなわき水がたまる水がめがある。これは七座神社の祭神の一つである「天津神」として信仰されている。雨乞いのとき、井戸ッコの水を全部くみとり、権現様に祈り、集落に戻ってくると雨が降ると言い伝えられている。また、暴風雨の時には、白い絵馬を七座神社に奉納し、干ばつの時には、黒い絵馬を奉納したとされる。『七座郷土史』でも麻生地区では家ごとに一人出て太鼓を打ち鳴らし雨乞いをする行為が記録されている。ただ、戦後はこの行事も途絶えてしまったと記されている。
法華の岩屋は、権現の岩屋から徒歩で南約10分程度のところに位置している。岩屋の上部には穴が岩一面に形成されていて蜂の巣状になっている。岩屋の中には「鬼子母神」と刻まれた石碑などがあり、かつて修験の場として利用されたと思われる。
七座山を信仰していたのは、七座山から東側の人たちで、元々は北秋田郡の地区の人たちであった。この地区は二ツ井町と言語や信仰が違っていたという。

## 天神荘と山神社
七座山の東方のふもとには、天神荘（旧合川営林署）があった。これは、1932年に天神貯木場の事務所および宿泊施設として建設された。1963年に事務所は廃止され、福利厚生施設として利用された。1993年に閉鎖されるまで、成子内親王や北白川房子、高松宮宣仁親王、美空ひばり、大坂志郎、辰巳柳太郎などの有名人も宿泊した。1997年5月7日に、秋田杉をふんだんに使った近代遺産として国の登録有形文化財に登録された。その後水害によって被害を受けて、2008年取り壊された。
天神荘があった位置から、南方に移動し少し登ったところに、山神社がある。1930年に七座営林署と天神貯木場の新設工事にあたり、工事と作業の安全を祈願して作られたものである。山神社はコンクリート造りで内部には大山津見神の像が安置されている。この像の作者は佐々木素運である。天神荘から北方に少し移動して少し登ったところには、宝物庫があったが、現在は廃墟となっている。

## 天神貯木場と埋没遺跡
天神貯木場は七座営林署、天神貯木場として七座山の東部山麓に開設された。開設は昭和6年で面積は6.18haであった。当時は関東大震災の復旧などから木材需要が大幅な伸びをみせていた。そのため、良質優良材の宝庫であった小阿仁川流域の森林の利用活用を目指したものであった。本格的な作業は昭和7年から開始されているが、同年に発生した大洪水により丸太の大部分が流出した。このためかさ上げ工事が行われ、その後は貯木場外に丸太が流出する被害は微少となった。昭和22～25年頃の最盛期には常時120人から200人職員、従業員が働き、「東洋一の大貯木場」と称された。その後、生産量の減少と、陸運の整備発達により役割を終えた。現在でも貯木場として少量の木材を貯木する場所とはなっているが、往年のにぎわいはない。
また、天神貯木場から能代港まで丸太を筏に組み、輸送する筏流しが戦前から戦後にかけて行われた。その後、道路や陸橋の整備やトラックの性能向上で天候に左右される筏流しは昭和39年に姿を消した。
昭和7年から8年のかさ上げ工事の際に、七座山の東麓で米代川の川岸から200m離れた水田から、3.6m～5.7mの埋没住居跡が3棟発見された。発掘現場は米代川から5mほど高いところで、家屋は土間と床間が区別され、釘は使用されていなかった。屋内には臼や手杵、素焼きの瓶、曲げ物などがあり「アイヌ人の遺跡」と見なされた。これは、後に発掘された胡桃館遺跡と同様、平安時代初期の十和田火山大噴火によるシラス洪水で土中に埋没した家屋とされている。

## 街道の松並木
写真の通り、七座山のふもとの平坦な場所には松並木がある。これは羽州街道の一つのルートとして旅人に利用されていたルート沿いに立ち並んでいる。このルートは川の対岸からまっすぐ舟でこの松並木の場所に渡り、そこから小繋集落の対岸まで歩き、さらにそこから舟で小繋に渡るルートである。1881年の明治天皇の東北巡幸に際し、藤琴川に橋がかけられこのルートの必要性はなくなった。

## 登山

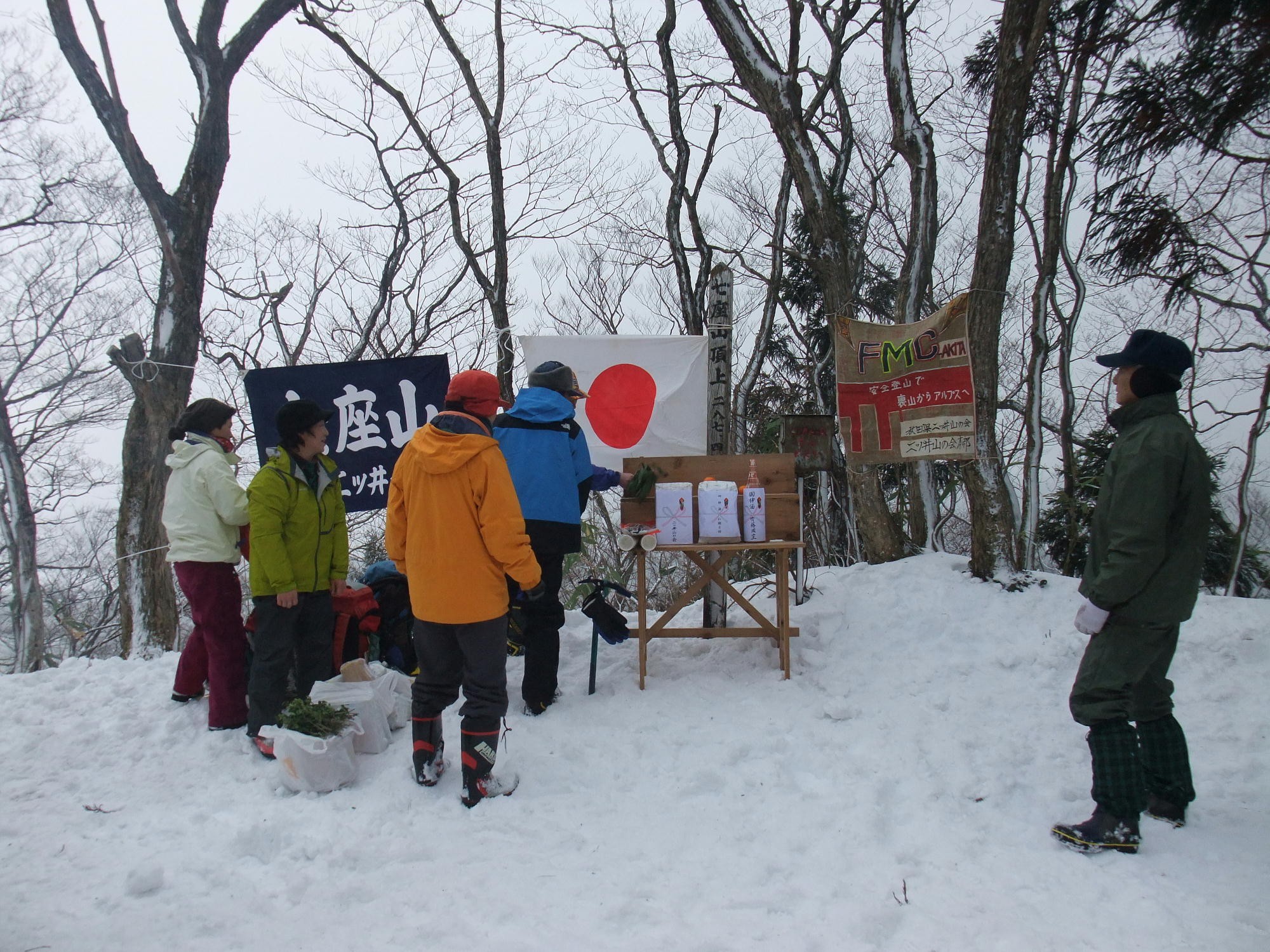
七座山元旦登山

七座山は縦横に登山道が整備されており、低山ながら一気に山頂を目指すコースから、ピークを縦走するコースまで多彩なコースを選択することができる。箕座には展望台が造られており、そこから雄大な景色を見ることができる。七座神社の川向かいの登山口から約20分程度で展望台まで登ることができる。ただ、このコースは登り初めてから少し進むとコンクリート造りの建物の跡があり、この先は行き止まりになっている。この建物の跡は、天神荘の宝物庫の跡である。天神荘に泊まった人は、この宝物庫と山神社を案内されたとされる。
天神荘跡地から権現様と法華の岩屋を通り、山頂を通って展望台に至るルートは約１時間程度かかる。
毎年正月には、七座山元旦登山が行われていた。これは「二ツ井山の会」が主催している企画で、元日の朝8時半に二ツ井駅前を出発して、仁鮒方面から七座山に登るものであった。山頂で神事が行われ、銀杏神社か七座神社まで移動する。現在は行われていない。